# Juan Carlos Añón
Juan Carlos Añón Moreno, conocido generalmente como Añón, (Málaga, 5 de junio de 1963) es un exfutbolista y entrenador español de la Real Balompédica Linense.  

## Trayectoria
Añón jugaba en la posición de defensa central. Después de su retirada como jugador estuvo varios años desempeñando el cargo de segundo entrenador del Málaga C. F., llegando a dirigir al equipo en un partido de Liga tras la destitución de Joaquín Peiró.
Posteriormente entrenaría al Málaga C. F. "B" en la temporada 2005/06, que por entonces jugaba en la Segunda División. Los malos resultados le llevaron a ser cesado para ser sustituido por el Lobo Carrasco.
En la temporada siguiente, 2006/07, estando ya el filial malacitano en la Segunda B vuelve a coger las riendas del equipo tras la destitución de Armando Husillos, al final de temporada, el equipo descendió a Tercera División.
En 2008 llegó al Club Polideportivo Ejido para que ser el segundo entrenador del primer equipo durante la temporada 2008/09, formando parte del cuerpo técnico que comandara Lucas Cazorla y en el que Luís Bonilla fue el preparador físico.
En su trayectoria como entrenador, Juan Carlos Añón ha sido coordinador de fútbol base del Málaga, segundo entrenador del primer equipo en Segunda A (con ascenso a Primera) y, ya en Primera, fue campeón de Intertoto y llegó a cuartos de final de UEFA, todo ello con Joaquín Peiró como primer técnico. También fue parte del cuerpo técnico del Málaga con Juande Ramos, Marcos Alonso, Gregorio Manzano y también con Antonio Tapia. 

## Clubes

### Como jugador
| Club                 | País   | Año       |
| -------------------- | ------ | --------- |
| C. A. Malagueño      | España | 1981-1984 |
| C. D. Málaga         | España | 1984-1991 |
| C. E. Sabadell F. C. | España | 1991-1993 |
| C. D. Mármol Macael  | España | 1993-1994 |
| Málaga C. F.         | España | 1994-1996 |

### Como entrenador
| Club                     | País   | Año       |
| ------------------------ | ------ | --------- |
| Málaga C. F.             | España | 2002-2003 |
| Málaga C. F. "B"         | España | 2006-2007 |
| Málaga C. F. "B"         | España | 2006-2007 |
| Real Balompédica Linense | España | 2010      |